# Шапел Сен Кијен
Шапел Сен Кијен (фр. Chapelle-Saint-Quillain) насеље је и општина у источној Француској у региону Франш-Конте, у департману Горња Саона која припада префектури Везул.
По подацима из 2011. године у општини је живело 136 становника, а густина насељености је износила 13,05 становника/km². Општина се простире на површини од 10,42 km². Налази се на средњој надморској висини од 237 метара (максималној 262 m, а минималној 222 m).

## Демографија
| 1962. | 1968. | 1975. | 1982. | 1990. | 1999. | 2011. |
| ----- | ----- | ----- | ----- | ----- | ----- | ----- |
| 129   | 132   | 120   | 113   | 95    | 96    | 136   |

График промене броја становника у току последњих година